# Waiting for Tonight
Waiting for Tonight är en danspoplåt framförd av den amerikanska sångerskan Jennifer Lopez, skriven av Maria Christensen, Michael Garvin och Phil Temple och komponerad av Ric Wake till Lopez' debutalbum On the 6 (1999).
"Waiting for Tonight" är en danslåt med inslag av både latinsk musik och R&B. Spåret innehåller instrument som maracas och gitarr och har en jämn basgång. Framföraren sjunger att hon har längtat i hela sitt liv efter "inatt" när hon ska träffa sin älskare. I refrängen sjunger sångerskan: "Waiting for tonight/When you would be here in my arms/Waiting for tonight/I've dreamed of this love for so long/Waiting for tonight". Låten spelades först in av poptrion 3rd Party till deras debutalbum Alive år 1997. Jennifer Lopez' cover av låten gavs ut som den tredje singeln från hennes skiva den 16 november 1999. Singeln blev en smash-hit för Lopez och nådde en åttondeplats på Billboard Hot 100 den 4 december samma år. "Waiting" klättrade även till en tredje respektive förstaplats på Billboard Pop Songs och Hot Dance/Club Play. I Storbritannien blev singeln sångerskans andra topp-tio hit på rad efter "If You Had My Love". I Australien nådde låten en fjärdeplats och certifierades platina. I Nya Zeeland klättrade låten till en femteplats och certifierades med guldstatus. I Belgien, Kanada, Finland och Nederländerna blev låten en ytterligare topp-tio hit. I Sverige, Norge, Schweiz, Irland och Tyskland nådde låten till topp-tjugo.
"Waiting for Tonight" har vid flera tillfällen nämnts som Jennifer Lopez' bästa låt och musikvideo. Vid Billboard Music Awards vann hon utmärkelsen "Best Pop Video Clip" och vid Grammy Awards-ceremonin mottog hon en nominering i kategorin ”Best Dance Recording”. Videon till singeln regisserades av Francis Lawrence.

## Bakgrund och produktion

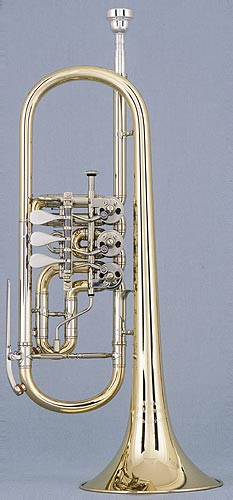
Till den nya versionen lades bland annat trumpet till, vilket gav den en mera latinamerikansk känsla.

Originalversionen av ”Waiting for Tonight” skrevs av Maria Christiansen, Michael Garvin och Phil Temple samt producerades av LCD. Låten inkluderades på pop-gruppen 3rd Party's debutalbum Alive som gavs ut den 7 oktober 1997. ”Waiting for Tonight” gavs aldrig ut som någon singel från skivan efter att Alive misslyckades att ta sig in på några albumlistor varpå 3rd Party splittrades.
En tid senare omarbetades låten av producenten Ric Wake som gav den en mera latinamerikansk känsla med trumpet, trummor, maracas och gitarr. . Den nya versionen innehöll samma låttext och spelades in av Lopez år 1998 till hennes debutalbum On the 6 som gavs ut år 1999. Albumversionen av låten varar fyra minuter och sex sekunder.
”Waiting for Tonight” gavs ut som den tredje singeln från Lopez skiva den 16 november 1999. Tjugotre versioner av singeln trycktes upp vilka gavs ut av skivbolagen Work, Columbia och Epic Records beroende på kontinent. Utgivningarna distribuerades av Sony Music Studios. De vanligaste singelskivorna var CD, Maxi och 12” vinyl. De amerikanska CD-singlarna innehöll albumversionen och även remixversioner av Hex Hector och Pablo Flores. Två singelomslag användes. Den ena som hade blå-gula färger och Lopez liggande på en vit dun pläd. Den andra versionen visar Lopez mot en vitmålad vägg medan sångerskans namn och låttitel har en rödbrun färg.

## Musikvideo
Musikvideon till singeln regisserades av Francis Lawrence och producerades av Jennifer Mullen, Billy Rainey och R. Rene Rainey. Tre versioner filmades, en för originalversionen, en för remixversionen av Hex Hector och en video till den spanskspråkiga versionen ”Una Noche Mas". Videorna filmades den 21 augusti 1999. Skådespelare i originalversionen av videon är Efren Ramirez och Damian Marley. Videon utspelar sig i en djungel nattetid, flera scener spelades in framför en greenscreen.
Videons första scener visar solnedgången över en tropisk och futuristisk stad. Lopez' och tre andra vänner fördriver tiden inomhus. Vännerna har biljetter till en nyårsfirande som hålls i djungeln. Sångerskan sjunger de första verserna på låten framför en badrumsspegel. Mellan dessa scener visas sekvenser med Lopez som dansar i djungeln med gröna laserstrålar. Efter att refrängen spelats för första gången åker Lopez och hennes vänner kanot på en flod i djungeln till stället där festen hålls. Under resten av videons gång syns Lopez och en mängd människor dansa. Sångerskan syns även i en svart bikini när hon badar i en flod. En annan scen visar Lopez helt klädd i små diamanter. 
Videon hade stor framgång på MTV där den nådde en 9:e plats enligt novembers utgåva av Billboard. I samma utgåva hade låten även klättrat till en 13:e plats på Vh1. I december nådde låten en andraplats på TV-kanalen.

## Medias mottagande
Medias reaktion mot låten var övervägande positiv. Låten har fått ”Waiting for Tonight” har och anses fortfarande som Jennifer Lopez bästa låt och video.  I en albumrecension av On the 6 skrev Heather Phares vid allmusic följande om låten: ”På andra halvan av skivan ger Lopez prov på en mera kryddstark och fartfylld musik, särskilt på ”Waiting for Tonight” som hämtar influenser ifrån både R&B och hiphop. Låten framhäver också Lopez'  latinamerikanska ursprung.” I en recension av låten från musiksidan joeuser.com skrev recensenten: ”Låtens mångsidiga original arrangemang fungerar fantastiskt bra med de nya latinamerikanska influenserna. Trumpeten och trummorna ändrar låtens atmosfär från en luxuös middag med bordsljus till en klar natt på stranden och det ändlösa havet. Lopez' version är en triumf mot originalet. Dom instrumentala ändringarna är  knappt märkbara men ger låten en helt annan stil och atmosfär”.
Tim Stack, en skribent vid Entertainment Weekly skrev följande om låten år 2009: ”På senare år har hon inte haft några större hits men hennes fans kan alltid tröstas av minnena från 'Waiting for Tonight', hennes bästa singel.”

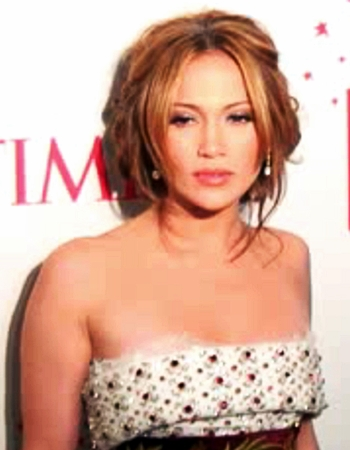
Lopez.

## Liveframträdanden
Jennifer Lopez uppträdde vid flera stora tillställningar i USA. Det största var vid Billboard Music Awards där hon framförde remixversionen av Hex Hector. Uppträdandet hade ett tydligt djungeltema med olika typer av växter på scenen och långa lianer som hängde från taket. Lopez uppträdde med flera back-up dansare under det fyra minuter långa numret som fick stående ovationer från publiken. Sångerskan besökte även Europa. I Storbritannien framförde hon låten i programmet Top of the Pops på TV-kanalen BBC One.
Flera år senare framförde hon låten i komediserien Will & Grace i ett avsnitt när Karen skulle gifta sig. Hon sjöng den även vid ABC:s firande år 2010.

## Kommersiell prestation
"Waiting for Tonight" hade stor framgång på USA:s singellistor kring millennieskiftet. Den 23 oktober 1999 steg låten från nummer 56 till 37 på Billboard Hot 100. Samma vecka föll "If You Had My Love" ur topp-fyrtio på den topplistan. Den 4 november ökade populariteten för singeln och dess video. "Waiting" nådde sin topposition på listan, en 8:e plats, med en försäljning på 122 500 CD och Maxi-singlar. Låten nådde även en 3:e respektive 1:a plats på Billboard Pop Songs och Billboard Hot Dance Club Play. Internationellt blev singeln en lika stor framgång. I Storbritannien gick låten in på UK Singles Chart på en 5:e plats den 13 november 1999. Detta blev Lopez' andra topp-tio hit i rad på den topplistan. "Waiting for Tonight" befann sig tolv veckor på listan och noterades för den sista gången på en 59:e plats den 29 januari 2000. I Australien nådde låten en fjärdeplats på ARIA-listan och certifierades platina. I Nya Zeeland klättrade låten till en femteplats på RIANZ-listan och certifierades med guldstatus. Även i Frankrike fick Lopez ta emot en certifiering där låten nådde en tiondeplats på landets singellista och blev en silverskiva. I Belgien, Kanada, Finland och Nederländerna blev låten en ytterligare topp-tio hit. I Sverige, Norge, Schweiz, Irland och Tyskland nådde låten till topp-tjugo.
År 2000 mottog Jennifer Lopez en mängd prisnomineringar för sin hitlåt. Vid MTV:s Video Music Awards nominerades hon i två kategorier med utmärkelserna ”Best Choreography” och ”Best Dance Video”, Lopez förlorade den första utmärkelsen till Cher och hennes låt ”Believe” men vann den sistnämnda. Vid Billboard Music Awards vann hon också utmärkelsen "Best Pop Video Clip" och vid Grammy Awards-ceremonin mottog hon en ytterligare nominering i kategorin ”Best Dance Recording”.

## Format och innehållsförteckningar
| - Brittisk CD/Maxi-singel (I) 1. "Waiting for Tonight" – 4:06 2. "Waiting for Tonight" (Hex's Momentous Radio Edit) – 3:52 3. "Waiting for Tonight" (Futureshock Midnight at Mambo Remix) – 8:36 - Brittisk CD/Maxi-singel (II) 1. "Waiting for Tonight" – 4:06 2. "Waiting for Tonight" (Metro Mix) – 5:53 3. "Waiting for Tonight" (Pablo's Miami Mix Radio Edit) – 4:01 - Brittisk kassett-singel 1. "Waiting for Tonight" – 4:06 2. "Waiting for Tonight" (Metro Mix) – 5:53 - Europeisk CD-singel 1. "Waiting for Tonight" (Album Version) – 4:06 2. "Waiting for Tonight" (Pablo's Miami Mix Radio Edit - Spanglish) – 3:59 - Europeisk Maxi-singel 1. "Waiting for Tonight" (Album Version) – 4:06 2. "Waiting for Tonight" (Pablo's Miami Mix Radio Edit - Spanglish) – 3:59 3. "Waiting for Tonight" (Hex's Momentous Radio Mix) – 3:52 4. "Waiting for Tonight" (Metro Mix) – 5:53 - Australiensisk CD-singel 1. "Waiting for Tonight" (Album Version) – 4:06 2. "Waiting for Tonight" (Pablo's Miami Mix Radio Edit - Spanglish) – 3:59 3. "Waiting for Tonight" (Hex's Momentous Radio Mix) – 3:52 4. "If You Had My Love" (Metro Club Mix) – 6:08 - Australiensisk remix CD-singel 1. "Waiting for Tonight" (Hex Hector Vocal Remix Extended) – 11:15 2. "Waiting for Tonight" (Hex Hector Dub) – 6:31 3. "Waiting for Tonight" (Metro Club Mix) – 5:54 4. "Waiting for Tonight" (Pablo Flores Miami Mix - English) – 10:01 5. "Waiting for Tonight" (Hex's Momentous Video Remix) – 4:34 | - Amerikansk 12" singel (I) A1. "Waiting for Tonight" (Hex's Momentous Club Mix) – 11:15 A2. "Waiting for Tonight" (Pablo Flores Spanglish Miami Radio Edit) – 3:56 B1. "Waiting for Tonight" (Pablo Flores Miami Mix) – 10:00 B2. "Waiting for Tonight" (Hex's Momentous Video Edit) – 4:50 - Amerikansk 12" singel (II) A1. "Waiting for Tonight" (Metro Mix) – 5:53 A2. "Waiting for Tonight" (Pablo's Miami Mix Spanglish Radio Edit - Spanglish) – 3:59 B1. "Waiting for Tonight" (Futureshock Midnight at Mambo Remix) – 8:36 B2. "Waiting for Tonight" (Hex's Momentous Club Mix) – 11:17 - Amerikansk 12" promosingel (I) A1. "Waiting for Tonight" (Hex's Momentous Club Mix) – 11:17 A2. "Waiting for Tonight" (Hex's Momentous A Cappella) – 3:32 B1. "Waiting for Tonight" (Pablo's Miami Mix) – 10:04 B2. "Waiting for Tonight" (Pablo's Miami Mix - Spanglish Radio Edit) – 3:59 - Amerikansk 12" promosingel (II) A1. "Una Noche Más" (Pablo Flores Miami Mix) – 10:08 A2. "Waiting for Tonight" (Hex's Momentous Dub) – 6:31 B1. "Waiting for Tonight" (Matt & Vito's Vox Club Mix) – 9:00 B2. "Waiting for Tonight" (Power Dub) – 8:14 - Amerikansk 12" promosingel (III) A1. "Waiting for Tonight" (Metro Club Mix) – 5:51 A2. "Waiting for Tonight" (Album Version) – 4:06 B1. "Waiting for Tonight" (Pablo Flores Miami Mix) – 10:04 - Europeisk spanskspråkig CD-singel 1. "Una Noche Más" (Pablo Flores Miami Mix Radio Edit - Spanish) – 3:58 2. "Una Noche Más" (Pablo Flores Miami Mix Radio Edit - Spanglish) – 3:58 3. "Una Noche Más" (Pablo Flores Miami Mix Spanish) – 10:01 4. "Una Noche Más" (Pablo Flores Miami Mix Spanglish) – 10:01 |

## Topplistor
| Lista (1999-2000)                     | Topp position |
| ------------------------------------- | ------------- |
| Australiens ARIA                      | 4             |
| Österrikes Ö3 Austria Top 75          | 24            |
| Belgiens Ultratop 50 (Flandern)       | 15            |
| Belgiens Ultratop 40 (Vallonien)      | 4             |
| Kanadas Canadian Hot 100              | 9             |
| Finlands Suomen virallinen lista      | 8             |
| Frankrikes SNEP                       | 10            |
| Tysklands Media Control Charts        | 15            |
| Irlands IRMA                          | 13            |
| Nederländernas Dutch Top 40           | 5             |
| Nya Zeelands RIANZ                    | 5             |
| Norges VG-lista                       | 11            |
| Sveriges Sverigetopplistan            | 16            |
| Schweiz' Schweizer Hitparade          | 14            |
| Storbritanniens UK Singles Chart      | 5             |
| Amerikanska Billboard Hot 100         | 8             |
| Amerikanska Billboard Pop Songs       | 3             |
| Amerikanska Billboard Dance/Club Play | 1             |

| Land        | Certifikat (Försäljning) |
| ----------- | ------------------------ |
| Australien  | Platina                  |
| Frankrike   | Silver                   |
| Nya Zeeland | Guld                     |

| Vid årets slut | Lista                         | Position |
| -------------- | ----------------------------- | -------- |
| 1999           | Australiens ARIA              | 32       |
| 2000           | Amerikanska Billboard Hot 100 | 99       |